# Saba University School of Medicine

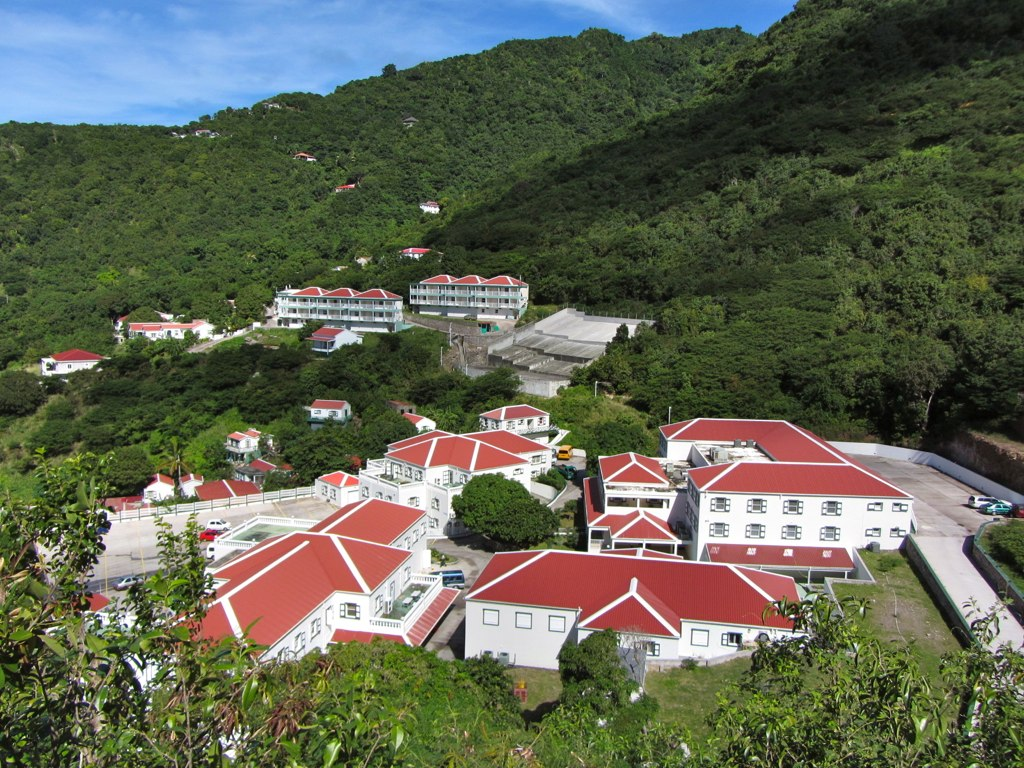
Der Campus der Saba University School of Medicine in The Bottom

Die Saba University School of Medicine ist eine private Hochschule für Medizin auf der niederländischen Karibikinsel Saba. Der Campus der 1992 gegründeten Institution befindet sich in The Bottom, dem Hauptort der Insel.

## Geschichte
Die Hochschule wurde im Jahr 1992 gegründet. Ziel war es, eine kostengünstigere Alternative für potentielle Studenten aus den Vereinigten Staaten und Kanada anzubieten. Seit der Eröffnung durchliefen bislang mehr als 2500 Studenten das Programm der Schule. Die Studenten verbleiben für einen Zeitraum von zehn Semestern an der Schule, die sich auf akademische und klinische Studien verteilen. Der praktische Teil der Ausbildung findet an Krankenhäusern in den USA oder Kanada statt. Mit einem erfolgreichen Abschluss erwerben die Studenten den akademischen Grad eines Doktors der Medizin.

## Einrichtungen
Der Campus der Saba University School of Medicine bietet neben klassischen Vorlesungssälen eine Bücherei, Computerlabore sowie Laboratorien für Mikrobiologie und Dissektion.

## Akkreditierung
Die Universität erwarb verschiedene Akkreditierungen, die es den Studenten vor allem erlauben sollen, nach Abschluss ihres Studiums in den USA oder Kanada zu praktizieren. Da sich die Hochschule auf niederländischem Gebiet befindet, ist jedoch auch eine Niederlassung in den Niederlanden möglich. Folgende Institutionen akzeptieren einen Abschluss der Saba University:
- Medical Board of California
- Kansas State Board of Healing Arts
- Florida Department of Education
- New York State Education Department
- Nederlands-Vlaamse Accreditatieorganisatie